# 前渡北町
前渡北町（まえどきたまち）は、岐阜県各務原市の地名。現行行政町名は前渡北町一丁目から四丁目。

## 地理
各務原市の稲羽地区の東部（旧・前宮村）に属する。
町域の東部は前渡東町、西部は前渡西町、南部は前渡西町、前渡東町、北部は前渡西町及び那加官有地無番地（岐阜基地）である。
道路
- 稲羽本通り

## 歴史
1976年（昭和51年）3月12日、前渡東町の一部と前渡西町の一部をもって前渡北町三丁目を設置。以降、区画整理により一・二・四丁目が成立。

## 世帯数と人口
2024年（令和6年）10月1日現在の世帯数と人口は以下の通りである。尚、統計上一丁目と二丁目を一緒に記述する。
| 丁目               | 世帯数 | 人口  |
| ------------------ | ------ | ----- |
| 前渡北町一・二丁目 | 16世帯 | 38人  |
| 前渡北町三丁目     | 50世帯 | 130人 |
| 前渡北町四丁目     | 12世帯 | 33人  |
| 計                 | 78世帯 | 201人 |

## 小・中学校の学区
市立小・中学校に通う場合、学区は以下の通りとなる。尚、前渡北町の自治会は前渡西町6自治会である。
| 番・番地等 | 小学校                 | 中学校               |
| ---------- | ---------------------- | -------------------- |
| 全域       | 各務原市立稲羽東小学校 | 各務原市立稲羽中学校 |

## 主な施設
- 各務原市消防本部西部方面消防署南出張所
- 稲羽東福祉センター
- 北野神社